# Iwan Borisow
Iwan Siergiejewicz Borisow, ros. Иван Сергеевич Борисов (ur. 22 grudnia 1911 w guberni saratowskiej (obecnie obwodzie wołgogradzkim) – radziecki urzędnik konsularny i dyplomata.
Ukończył prawo na Uniwersytecie w Saratowie (Саратовский государственный университет). Pełnił szereg funkcji w radzieckiej służbie zagranicznej, m.in. konsula w Poznaniu (1948), konsula w Szczecinie (1948-1952), i urzędnika IV Wydziału Europejskiego MSZ (1952-1955), w którym to okresie ukończył też Instytut Stosunków Międzynarodowych w Moskwie - GIMO (Московский государственный институт международных отношений). Następnie kontynuował karierę w radzieckiej służbie zagranicznej, w której pełnił obowiązki I sekr. ambasady w Warszawie (1958-1961), radcy IV Wydziału Europejskiego MSZ (1961-1966), konsula generalnego w Gdańsku (1966-1972). Następnie przeszedł na emeryturę.